# 文字繪
文字绘（日语：／）是日本江户时代一种将文字组合成图案的游戏，例如流传至现在的，以及“火间虫入道”“伊吕波天狗”（いろは天狗）等。
文字绘与绘画歌、ASCII艺术、颜文字有相似之处，另有下列特征：
- 不用来唱。
- 词语意思与图案内容相同的更受欢迎。
- 排列方式自由，如文字间可以有交叉重叠的部分，大小和位置可变换。